# Абатство Премонтре (Понт а Мусон)
 Тази статия е за абатството в Понт а Мусон.  За абатството в Премонтре вижте Абатство Премонтре.  
Абатство Премонтре в Понт а Мусон (на френски: Abbaye des Prémontrés de Pont-à-Mousson, пълно име: L'abbaye Sainte-Marie-Majeure à Pont-à-Mousson) е норбертинско абатство, разположено на река Мозел, в близост до Понт а Мусон, департамент Мьорт е Мозел, регион Лотарингия, североизточна Франция.

## Абатска бираАбеи дьо Премонтре
Абатската бира „Абеи дьо Премонтре“, която носи името на абатството в Понт а Мусон, е кехлибарена бира, тип ейл, с двойна ферментация, с алкохолно съдържание 6 об.%, която се произвежда от френската пивоварна Les Brasseurs de Lorraine. За направата ѝ се използват светъл и кехлибарен малц и два вида хмел – горчив и ароматен. Сервира се при температура от 4 до 8 °C в стъклена чаша – потир.